# 祖海
祖海（1976年5月10日—），安徽省蚌埠市人，毕业于中国音乐学院，中国大陆女歌手，被誉为“新民歌天后”。

## 生平
1976年，祖海出生在安徽省蚌埠市，父亲是电工，家人喜好音乐和戏曲。祖海早年在蚌埠市第四高级中学读书，后考入中国音乐学院，师从金铁霖。祖海出道之后，2003年加入中国人民解放军总政歌舞团。2008年轉業至中國音樂學院。

## 參见
- 宋祖英
- 张也
- 张燕
- 谭晶
- 雷佳